# Chupícuaro (assentament txitximeca-tolteca)
Chupícuaro és una zona arqueològica ameríndia, localitzada al nord de Mesoamèrica, a l'oest de l'Altiplà central: es troba als turons propers al riu Lerma i al seu afluent el riu Coroneo o Tigre; actualment gran part en restà coberta per la presa de Solís, a sols 7 quilòmetres d'Acámbaro, en l'estat de Guanajuato, a Mèxic.

## Etimologia
La paraula Chupícuaro deriva del purépetxa chupicua, planta del gènere Ipomoea, que s'usa per a tenyir de blau, i el terme ro, 'lloc', això és, que es pot traduir com 'lloc blau'.

## Història
Aquesta zona arqueològica ameríndia s'ubica a la riba del riu Lerma, en una zona entre les ciutats actuals d'Acámbaro i Tarandacuao, en l'estat de Guanajuato, Mèxic. Poc se sap de la història d'aquest assentament, i no és sinó fins a l'any 1946, a causa de la construcció d'una presa, que se'n feren les primeres exploracions i descobriments d'objectes de terrisseria i tombes. Actualment el lloc es troba sota les aigües de la presa Solís encara que hi ha zones als voltants que continuen sent explorades.
Grups nòmades txitximeques (guamares i guatxitxils) hi arribaren procedents de l'actual estat de San Luis Potosí.
D'acord amb diversos autors, es creu que aquest assentament data del 500 ae al 300 de. Els primers habitants d'aquesta zona foren caçadors recol·lectors que vivien el llarg del riu i eventualment desenvoluparen coneixements agrícoles.
S'establiren en un llogaret estés format per barraques construïdes sobre plataformes revestides de pedra i amb pisos de llot. Conreaven dacsa, fesols i carabassa, aprofitant els marges del riu Lerma i els seus afluents. Se sap que molien la dacsa, i probablement sembraven xile i tomates silvestres. També caçaven, pescaven i recol·lectaven fruits silvestres.

## El lloc

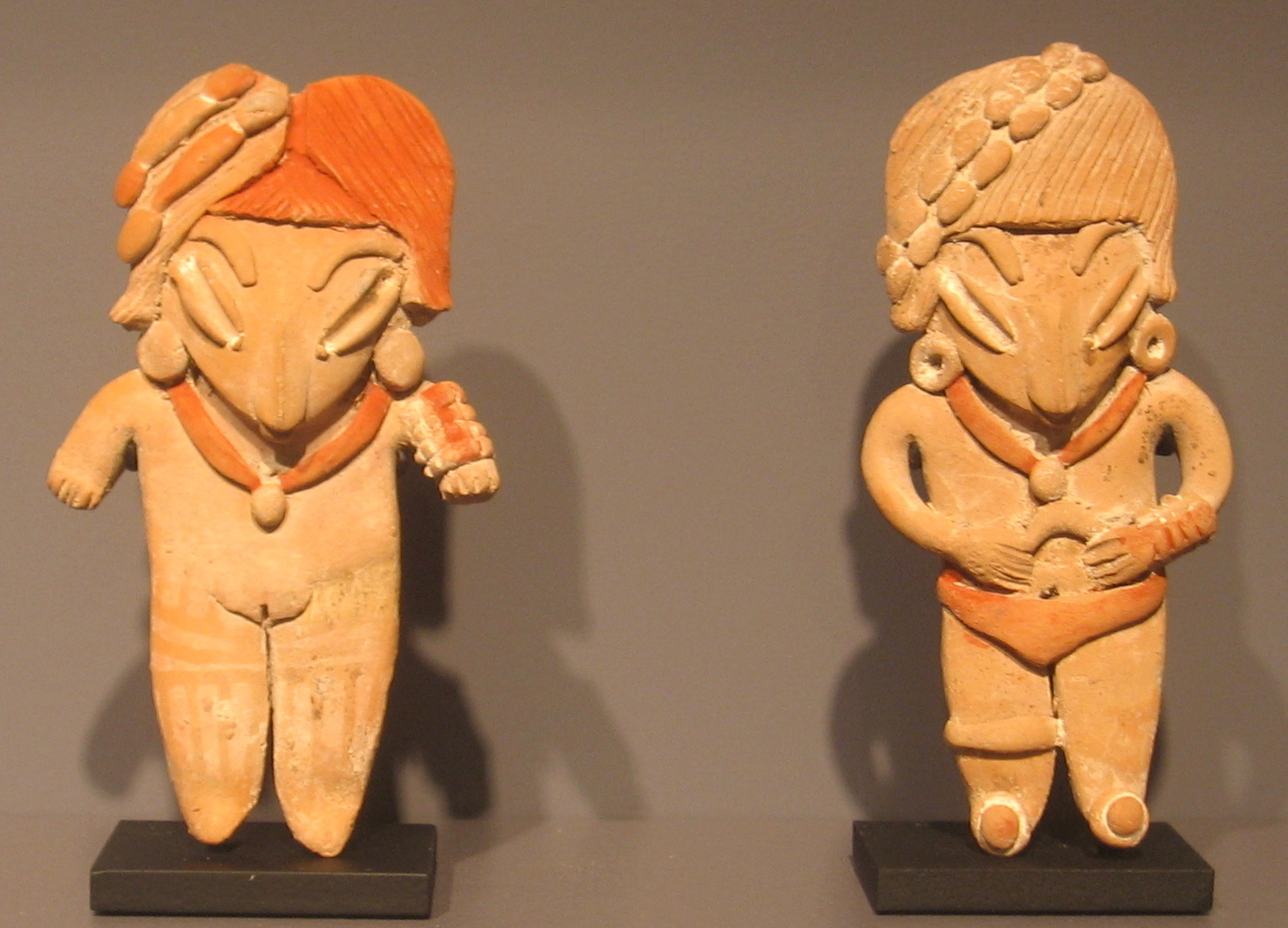
Figures femenines de la cultura Chupícuaro, pertanyents al període formatiu tardà (500-0 ae)

S'ha establert el seu desenvolupament entre el 500 ae i el 300 de, tot i que alguns científics suggereixen una major antiguitat, fins a 800 ae.
Aquesta zona arqueològica és potencialment una de les més extenses i importants del país; hi ha més d'una desena de piràmides construïdes en un basament oval: només una n'ha estat parcialment explorada, s'hi trobaren objectes de terrisseria, pedernals i figuretes.
La resta de les estructures estan sense explorar. Hi ha tombes, altars i altres restes disperses en una extensió de 500 m². És una llàstima que zones arqueològiques com aquesta estiguen abandonades.

## Cultura Chupícuaro
Aquesta cultura té molta importància per la influència que va exercir i que tingué en la zona. És possible que s'estenguera fins al sud dels Estats Units, 500 anys ae. Hi ha teories que els primers habitants de Guanajuato pertanyien a aquesta cultura.
La seua ceràmica és anterior al període clàssic; inclou figuretes anguloses amb formes geomètriques. En el Museu d'Acámbaro s'exhibeixen amb peces de la cultura otomí, mazahua i tarasca.
Aparentment la cultura Chupícuaro es va desenvolupar en un ampli territori, i es va definir com a estil o tradició Chupícuaro (Beatriz Braniff), a Guanajuato, Michoacán, Guerrero, estat de Mèxic, Hidalgo, Colima, Nayarit, Querétaro i Zacatecas. Es creu que Chupícuaro facilità l'expansió cap al nord d'elements mesoamericans (arrels culturals de l'oest de Mèxic i tal vegada del nord-oest, comparable amb la cultura olmeca de la resta de Mesoamèrica (Jiménez Moreno, 1959:1043).
Chupícuaro tingué un gran desenvolupament cultural, i el seu estil s'estengué a àrees allunyades del centre difusor i influí en tradicions terrissaires que van arribar a perdurar fins a la fi del període clàssic, i fins i tot fins al postclàssic, com s'aprecia en la ceràmica tarasca de Michoacán.
A finals de 1985, en la primera Reunió sobre Societats Ameríndies, es va plantejar respecte a la cultura Chupícuaro, que els grups que elaboraven la ceràmica de tradició Chupícuaro s'havien de considerar part de les societats estratificades mesoamericanes, amb una estructura política i territorial definida i no com a societats aïllades, mancades d'arquitectura i centres cerimonials. A partir d'aquest primer impuls, els grups socials posteriors presentaven expressions culturals de naturalesa pròpia dins del context mesoamericà (Crespo et al., 1988: 259).

## Cultures de la zona

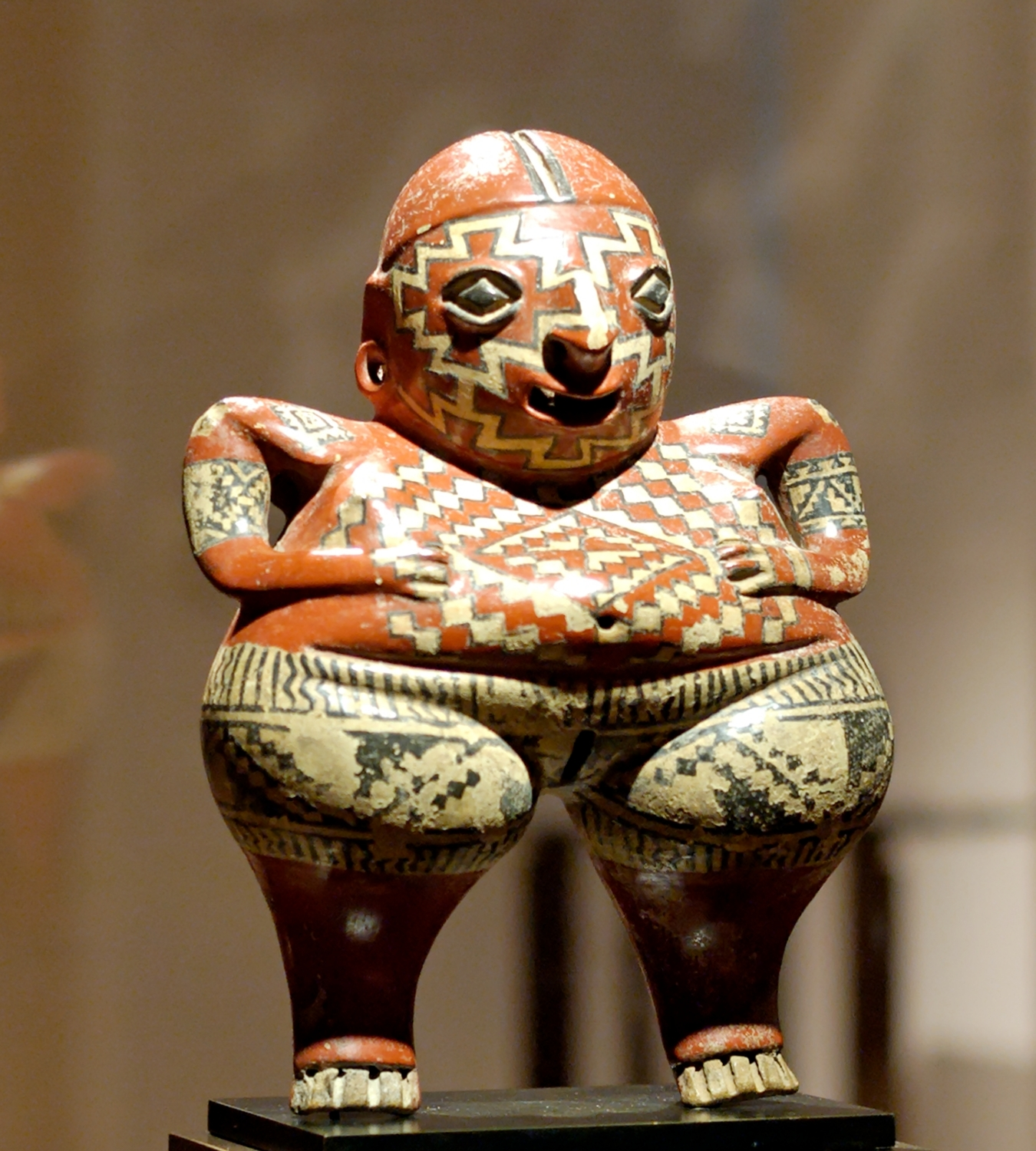
Figura de terracota de Chupícuaro. Segles VII-II ae, Museu del Louvre

A la zona d'Acámbaro hi hagué cinc cultures ameríndies:
- Chupícuaro - Preclàssic superior - 800 ae al 200 de
- Los Morales - Preclàssic superior - 400 ae al 250 de
- Teotihuacán - Horitzó clàssic - 200 de al 900 de
- Tolteca - Postclàssic primerenc - 900 de al 1200 de
- Tarasca - Postclàssic tardà - 1200 de al 1525 de

Font: sala d'Arqueologia, Museu Local d'Acámbaro, Guanajuato, 2001.

## Preclàssic tardà o protoclàssic
El declivi de la cultura olmeca donà origen al període preclàssic tardà (400 ae-150 de). Es tracta d'una època de diversificació cultural i assimilació dels elements olmeques en els sistemes culturals de cada poble. Amb aquesta base començaren a nàixer diverses de les tradicions més importants de Mesoamèrica. Cuicuilco, però, al sud de la vall de Mèxic, i la Chupícuaro, al sud de Guanajuato, en serien les més importants. La primera esdevingué la ciutat més gran de Mesoamèrica i principal centre cerimonial de la vall de Mèxic; i mantenia relacions amb Chupícuaro. El declivi de Cuicuilco és paral·lel a l'emergència de Teotihuacan, i culmina amb l'erupció del volcà Xitle (circa 150 de), que provocà la migració dels seus pobladors al nord de la vall de Mèxic. La cultura Chupícuaro és coneguda sobretot per la seua producció terrissaire, les petjades de la qual s'han detectat per una àmplia zona situada entre el Bajío i la conca lacustre.

## Ceràmica

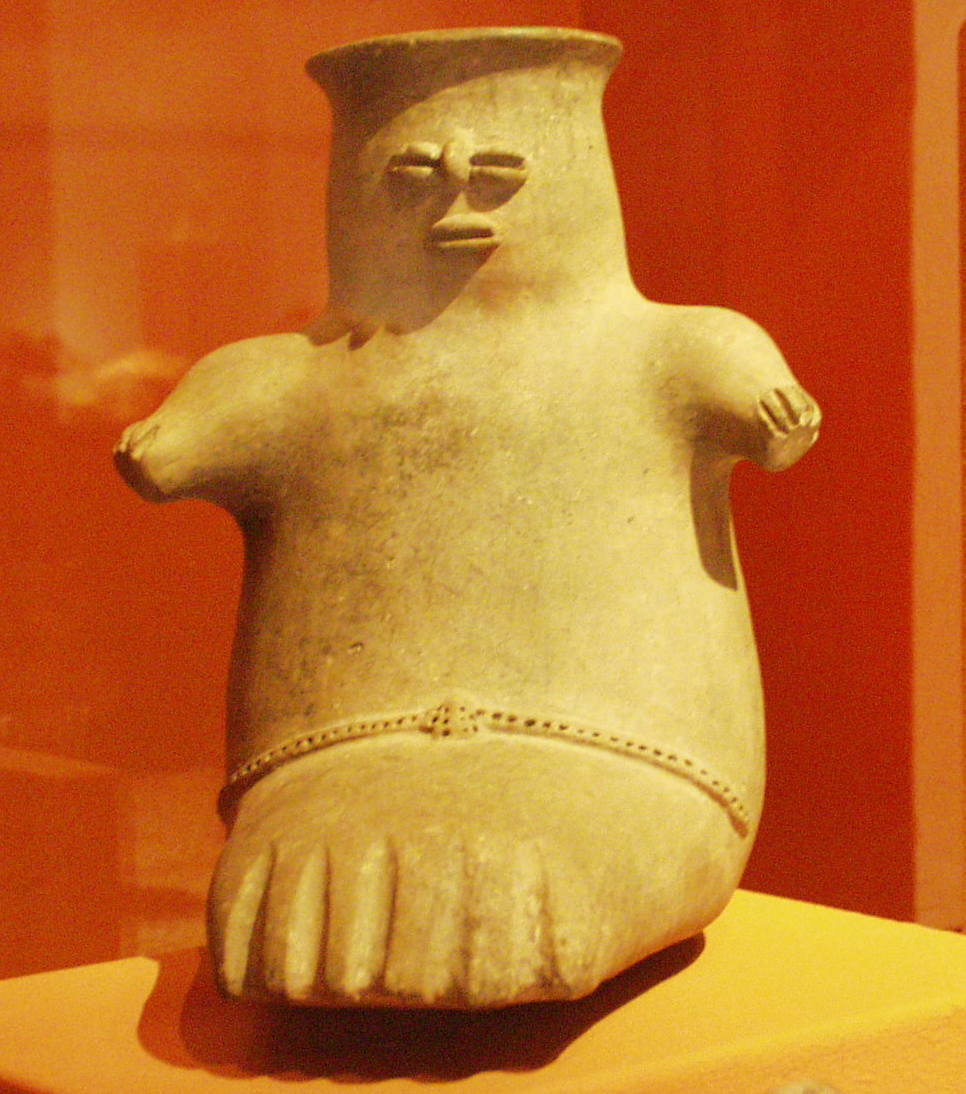
Figureta d'estil chupícuaro, Michoacan

Chupícuaro fou un gran centre terrissaire reconegut com un dels millors de Mesoamèrica per l'acabat fi i la decoració dels atuells, treballats amb múltiples formes i colors, alguns amb dibuixos geomètrics. Els motius n'eren les deïtats, la maternitat, la lactància, les persones i els seus adorns, els animals i els vegetals.
La ceràmica se'n treballava amb múltiples formes monocromàtiques, i una altra varietat de tres colors policroma (roigs, crema i negre), amb dibuixos geomètrics piramidals o en ziga-zaga. Les figuretes d'argila comprenien tècniques de pastillatge i figures buides. Hi empraren petxines, os i pedra, i com a motius deïtats, maternitat, lactància, persones, adorns, animals i vegetals.
Per l'estudi dels estils de ceràmica s'infereix els tipus de vestits que usaven, es pintaven la cara i el cos, usaven sandàlies, braguers, collarets, orelleres, anells... Les dones usaven pentinats elaborats.

## Enterraments
Els habitants de Chupícuaro practicaven un culte als morts caracteritzat per sepulcres on col·locaven cranis de trofeu, puntes d'obsidiana, morters i maces de morter, figuretes, orelleres, ornaments de petxines, collarets i grans, eines d'os i instruments musicals, que es trobaren durant les excavacions al voltant de 1950.
Els nombrosos enterraments i les seues ofrenes permeten conéixer la manera de vida dels antics habitants de Chupícuaro; així, es pot inferir "que eren agricultors que vivien en cabanes de materials peribles, al llarg del riu, formant un llogaret rural ben estés; arribaren a construir plataformes baixes revestides de pedra amb pisos de llot, de vegades agrupades entre si, sobre les quals s'alçaven les barraques. Conreaven dacsa, fesols i carabassa, aprofitant els marges del riu Lerma i els seus afluents, el mateix que els pujols propers, i la presència de morters ens indiquen que molien la dacsa, i que usaven el vitxo i la tomata silvestre; caçaven, pescaven i recol·lectaven fruits silvestres” (Pinya Chán, 1967: 263).